# Веррасто, Эвелин
Эвелин Веррасто (венг. Verrasztó Evelyn; род. 17 июля 1989, Будапешт) — венгерская пловчиха, участница пяти летних Олимпийских игр (2004, 2008, 2012, 2016, 2020), пятикратная чемпионка Европы, многократная чемпионка Венгрии.

## Биография
Эвелин Веррасто родилась в семье олимпийских пловцов. Заниматься плаванием Эвелин начала в 6 лет под руководством отца Золтана Веррасто — призёра Олимпийских игр 1980 года. Также вместе с ней тренировался и старший брат Давид. Свою первую взрослую медаль Эвелин Веррасто завоевала в 13-летнем возрасте, став бронзовым призёром чемпионата Венгрии 2002 года на 800-метровке вольным стилем. Уже в следующем году молодая спортсменка стала двукратным серебряным призёром национального первенства в комплексном плавании на спине. Благодаря серебряной медали чемпионата Венгрии 2004 года, завоёванной на 200-метровке на спине, Веррасто получила право выступить на летних Олимпийских играх в Афинах.
На Играх 2004 года 15-летняя венгерка с 12-м временем преодолела предварительный этап соревнований. В полуфинале Веррасто завершила дистанцию за 2:13,98 и не смогла выйти в финал, заняв итоговое 14-е место. В 2006 году Эвелин впервые стала чемпионкой Венгрии, победив на дистанции 200 метров на спине. С 2007 Веррасто стала одной из главных героинь ежегодных национальных первенств. За 7 лет венгерка выиграла 28 золотых медалей в личных дисциплинах, причём на 100-метровке вольным стилем у Веррасто в этот промежуток времени было шесть побед и одно второе место, а на 200-метровке комплексным плаванием 5 золотых наград. Также в течение 7 лет Веррасто в составе клуба «A Jövő SC» выиграла все 21 эстафетные гонки. В 2007 году венгерская пловчиха выиграла первую континентальную награду, став бронзовым призёром чемпионата Европы на короткой воде на комплексной 200-метровке. На длинной воде Веррасто впервые попала в число призёров в марте 2008 года, когда она на 200-метровке комплексом завоевала серебро, уступив лишь испанке Мирее Бельмонте Гарсие.
На летних Олимпийских играх 2008 года в Пекине Веррасто не смогла пробиться в число финалистов в индивидуальных дисциплинах. Ближе всего к попаданию в решающий заплыв венгерка была на своей коронной комплексной 200-метровке, где она лишь в переплыве за выход в финал уступила почти 3 секунды японке Асами Китагаве. В плавании на спине Веррасто стала 17-й, из-за чего не смогла даже пробиться в полуфинал. В эстафете 4×200 вольным стилем венгерская сборная смогла выйти в финал, но включиться в борьбу за медали ей не удалось. На финише венгерки были шестыми, уступив занявшей третье место сборной США девять секунд. 6 ноября 2009 года на этапе Кубка мира в Москве Эвелин Веррасто преодолела дистанцию 200 метров комплексным плаванием за 2:06,01, что стало новым мировым рекордом на короткой воде. В 2009 году Веррасто впервые стала чемпионкой Европы на короткой воде, выиграв 200 метров комплексным плавание, обновив при этом почти на полторы секунды (2:04,64) собственный мировой рекорд. В августе 2010 года Эвелин в составе эстафетной сборной выиграла золото на чемпионате Европы по водным видам спорта.
В 2012 году Веррасто была включена в состав сборной Венгрии для участия в летних Олимпийских играх в Лондоне. Дистанция 200-метровки комплексным плаванием стала единственной личной дисциплиной на Играх для Эвелин. Предварительный раунд она преодолела с 8-м временем, а в полуфинале вновь заняла обидное 9-е место и выбыла из борьбы за медали. В эстафетах Веррасто выступала во всех трёх дисциплинах, но ни разу венгерским пловчихам не удалось пробиться в финал. Лучший результат сборная Венгрии показала в эстафете 4×200 метров вольным стилем, где в борьбе за путёвку в финал они всего 0,02 секунды уступили японским спортсменкам. В течение следующих трёх лет на крупных международных турнирах Веррасто выиграла лишь бронзу в эстафете на чемпионате Европы по водным видам спорта 2014 года. На предолимпийском европейском первенстве Эвелин в составе сборной Венгрии завоевала свою пятую в карьере золотую медаль европейских первенств.
На летних Олимпийских играх 2016 года в Рио-де-Жанейро. Веррасто выступала только в кролевом плавании. На личной 200-метровке венгерская пловчиха показала лишь 28-й результат, а в эстафете 4×200 метров венгерки стали шестыми, при этом Веррасто участвовала только в предварительном заплыве. В конце 2017 года она в очередной раз стала призёром чемпионата Европы на короткой воде, выиграв серебро и уступив лишь своей соотечественнице Катинке Хоссу. На чемпионате Венгрии 2018 года Веррасто выиграла три золотых медали, доведя число побед на национальных первенствах до 61. на чемпионатах мира Веррасто ни разу не выигрывала медалей, хотя несколько раз была близка к этому, занимая вместе со сборной Венгрии 4-е место в эстафетных гонках.
В мае 2021 года на чемпионате Европы по водным видам спорта, который состоялся в Будапеште, в Венгрии, Эвелин в составе эстафетной команды на дистанции 4 × 200 метров вольным стилем завоевала серебряную медаль. В июне было объявлено, что Веррасто вошла в состав эстафетной сборной Венгрии 4 × 200 метров для участия в летних Олимпийских играх в Токио.

## Награды
- Бронзовый крест Заслуги (2008).
- Пловчиха года в Венгрии (2008)

## Семья
- Отец — Золтан Веррасто — двукратный призёр Олимпийских игр 1980 года.
- Старший брат — Давид Веррасто — чемпион Европы, призёр чемпионатов мира, участник трёх Олимпийских игр (2012, 2016, 2020).
- Тётя — Габриэлла Веррасто — участница летних Олимпийских игр 1976 года.